# NGC 4191
NGC 4191 é uma galáxia lenticular (S0) localizada na direcção da constelação de Virgo. Possui uma declinação de +07° 12' 03" e uma ascensão recta de 12 horas, 13 minutos e 50,3 segundos.
A galáxia NGC 4191 foi descoberta em 19 de Abril de 1830 por John Herschel.